# كولين أميي
كولين أميي (بالإنجليزية: Colin Amey)‏ هو مغني كندي بدأ مسيرته الفنية عام 1990.